# Rally del Marocco

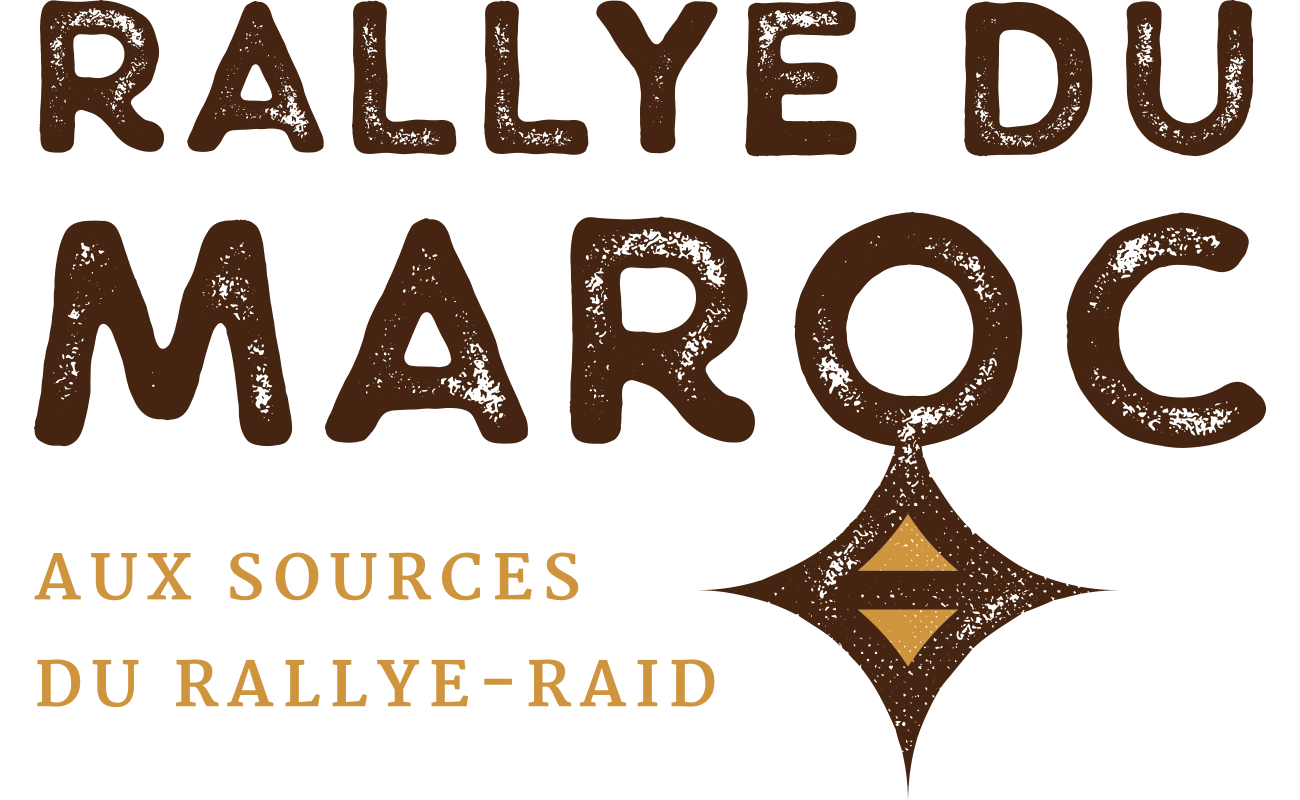
Logo della manifestazione

Il Rally del Marocco è un rally raid che si svolge ogni anno in Marocco dal 2000, solitamente nel mese di novembre
Da non confondere con il Rally Internazionale del Marocco, che è invece un rally tradizionale, che in alcune edizioni fu valido anche per il campionato del mondo Rally e si disputò fino al 1988 e, dopo una lunga interruzione, è ritornato nel 2010.

## Edizioni
Essendo in pratica un'anticamera della Dakar, il suo albo d'oro è nobilitato solo da top driver, ad esempio tra le auto, tutti i vincitori hanno anche vinto alla Dakar. Nel 2011 il debutto dei camion, con la vittoria di una vecchia conoscenza dei rally, l'italiano Miki Biasion.
| Anno | Auto                 | Auto               | Auto            | Moto                | Moto    |
| ---- | -------------------- | ------------------ | --------------- | ------------------- | ------- |
| Anno | Pilota               | Navigatore         | Vettura         | Pilota              | Squadra |
| 2000 | Jean-Louis Schlesser | Henri Magne        | Buggy Schlesser | Cyril Despres       | Honda   |
| 2001 | Jean-Louis Schlesser | Henri Magne        | Buggy Schlesser | Richard Sainct      | KTM     |
| 2002 | Jean-Louis Schlesser | Henri Magne        | Buggy Schlesser | Richard Sainct      | KTM     |
| 2003 | Giniel de Villiers   | Tina Thörner       | Nissan          | Cyril Despres       | KTM     |
| 2004 | Stéphane Peterhansel | Jean-Paul Cottret  | Mitsubishi      | Isidre Esteve Pujol | KTM     |
| 2005 | Bruno Saby           | Michel Perin       | Volkswagen      | Isidre Esteve Pujol | KTM     |
| 2006 | Giniel de Villiers   | Dirk von Zitzewitz | Volkswagen      | Marc Coma           | KTM     |
| 2007 | Giniel de Villiers   | Dirk von Zitzewitz | Volkswagen      | Ruben Faria         | KTM     |
| 2008 | Jean-Louis Schlesser | Arnaud Debron      | Buggy Schlesser | David Frétigné      | Yamaha  |
| 2009 | Stéphane Peterhansel | Jean-Paul Cottret  | BMW X-Raid      | Marc Coma           | KTM     |
| 2010 | Stéphane Peterhansel | Jean-Paul Cottret  | BMW X-Raid      | Cyril Despres       | KTM     |
| 2011 | Bernard Ten Brinke   | Mathieu Baumel     | Mitsubishi      | Hélder Rodrigues    | Yamaha  |